# Thomismus

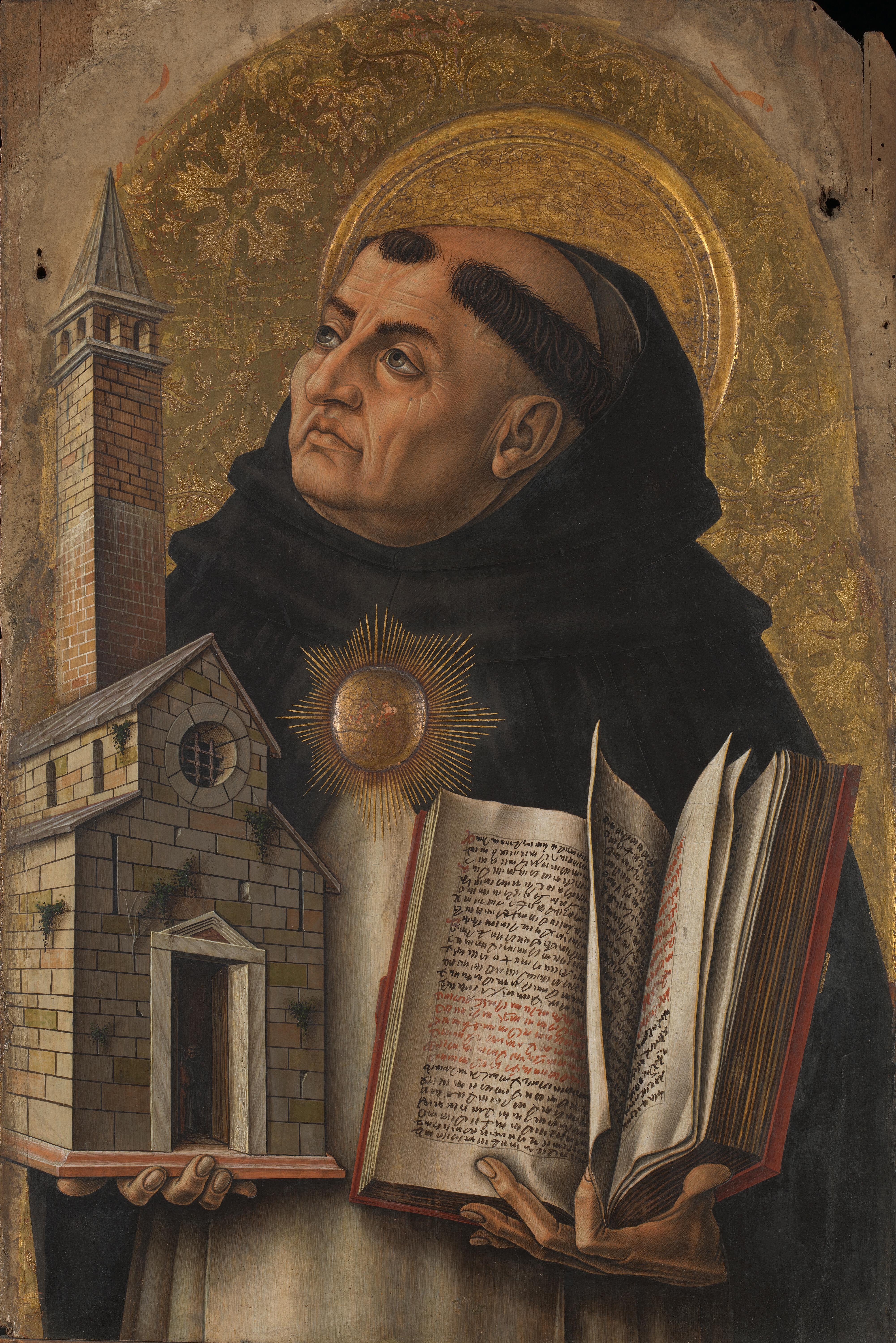
Thomas von Aquin (postumes Gemälde von Carlo Crivelli, 1476)

Als Thomismus wird eine philosophisch-theologische Lehrrichtung bezeichnet, die sich im Spätmittelalter und in der Neuzeit an die Werke des Thomas von Aquin (1225–1274) anschloss. Ihre Anhänger werden Thomisten genannt. Im 19. und beginnenden 20. Jahrhundert erfuhr der Thomismus eine bedeutende Förderung, vor allem durch den Heiligen Stuhl. Dieses unterstrichen auch die von Papst Leo XIII. (1878–1903) veröffentlichte Enzyklika Aeterni Patris (1879) sowie die Entwicklung der Neuscholastik und des Neuthomismus.

## Geschichte
Der Kirchenlehrer Thomas von Aquin (1225–1274) war Dominikaner, Philosoph, Theologe und Scholastiker. Er war ein analytischer Denker und hinterließ Werke, die ihn zu einem der bedeutendsten katholischen Kirchenlehrer machten. Zu seinen bekanntesten Werken gehören das Lehrbuch der Theologie (Summa theologiae) und das Lehrbuch gegen die ungläubigen Völker (Summa contra gentiles), darüber hinaus verfasste er Kommentare zur Bibel und zu Aristoteles. Zu seinen Frühwerken zählt zum Beispiel die sehr bekannte Abhandlung De Regime principum, „Über die Fürstenherrschaft“. Er verstand es, mit seinen Schriften der Theologie den Charakter einer Wissenschaft zu verleihen und darzulegen, dass sich Glaube und Vernunft nicht widersprechen. Papst Pius V. (1566–1572) erhob ihn 1567 zum Doctor ecclesiae und Papst Leo XIII. (1878–1902) erklärte 1879 die Lehre Aquins, den „Thomismus“, zur offiziellen Philosophie der Kirche. Mit dieser Erklärung verpflichtete Leo XIII. die katholischen Priesterseminare, der Methode und den Prinzipien der Theorie des Thomismus zu folgen. Eine weitere philosophische Grundlage schuf Thomas von Aquin mit der Grundlagenforschung zum Naturrecht. Seine Tugendlehre, in der er die Kardinaltugenden als Angeln zum Glauben bezeichnet, gilt in der Moraltheologie als ein Maßstab des menschlichen Miteinanders.

## Zeitabschnitte des Thomismus
Thomas von Aquin war eine umstrittene Person, er trug durch die damalige Meinungsfreiheit zur Förderung des Thomismus bei. Die eigentliche Entwicklung des Thomismus erlebte unterschiedliche Zeitabschnitte. Der erste Zeitabschnitt bestand in der Abwehr der Kritik und durchzog das 13. und 14. Jahrhundert. Ihm folgte die Zeit der Kommentierung und Verteidigung zwischen dem 15. und 16. Jahrhundert. Der nächste Zeitabschnitt lag in der Epoche der Gegenreformation um das 16./17. Jahrhundert und führte zur größten Verbreitung der thomistischen Lehre. Erst im 19. Jahrhundert, nach dem Entstehen der Neuscholastik, erfuhr der Thomismus – als Neuthomismus – einen weiteren Aufschwung, so auch im Jahre 1879 mit der Ernennung des Thomismus zur offiziellen Kirchenphilosophie.

### 13./14. Jahrhundert
Gegen den Thomismus wandte sich der schottische Franziskaner Johannes Duns Scotus (1266–1308). Er stellte den Willen über den Intellekt, weil er dem intellektuellen Interesse erst die Richtung weise. Damit stand Scotus dem augustinischen Christentum näher als dem kühlen Thomismus. Während die Dominikaner schon früh die thomistische Konzeption durchsetzten, entwarfen besonders Denker der Franziskaner wie Roger Bacon (1214–1294), der die Scholastik vollständig ablehnte, Alternativen. In Deutschland zählte Meister Eckhart (1260–1328) zu den Kritikern des Thomismus, er übersprang die gesamte Weltordnung des Thomas von Aquin und stützte sich auf das Gottes- und Seelenverhältnis. Mit Wilhelm von Ockham (1288–1349) trat ein weiterer englischer Franziskaner gegen die thomistische Konzeption an und führte mit seinen modernen Ideen zum Idealismus der Neuzeit. Ihm folgten Nicolaus von Autrecourt (gest. 1350) und Nikolaus von Oresme (1320–1382). Neben den aufgeführten Franziskanern machte sich aber auch in der dominikanischen Ordensgemeinschaft Kritik breit. Sie wurde vom französischen Dominikaner Durandus von St. Pourçain (gest. 1334) angeführt, der einen antithomistischen Kommentar verfasste, mit dem er sich der Kritik des Wilhelm de la Mare´s (gest. um 1290) anschloss.

### 15./16. Jahrhundert
Neben anderen Verteidigern des Thomismus trat der Thomist Johannes Capreolus (gest. 1444) mit seinem Werk „Defensiones Theologiae D. Thomae de Aquino“ in den Vordergrund. Die Kommentare und Verteidigungsschriften zum Thomismus führten die Werke „Summa theologiae“ und „Summa contra gentiles“ zu universitären Lehr- und Lesebüchern. Als weitere Befürworter der Aquinaten entwickelten sich die italienischen Dominikaner an deren Spitze Kardinal Thomas Cajetan (1469–1534) und der Ordensgeneral Franciscus de Sylvestri standen. Sie verfassten ebenfalls beachtenswerte Kommentare, die ihren Eingang in die sogenannte Editio Leonina fanden.

### 16./17. Jahrhundert
In Spanien erlebte der Thomismus im 16. Jahrhundert einen Aufschwung, wobei die „Schule von Salamanca“, zu der Dominikaner und Karmeliten zählten, federführend war. Ihr Ziel war dabei die Harmonisierung des Thomismus mit der neuen Ordnung der Zeit. Die Impulse der Gegenreformation und des Trienter Konzils (1545 und 1563) führten schließlich dazu, dass Thomas von Aquin 1567 zum Doctor ecclesiae (Kirchenlehrer) erhoben wurde. Der Thomismus der spanischen Scholastik hatte auf die Entwicklung der praktischen Philosophie und des europäischen Völkerrechts gewirkt, letzteres insbesondere vorangetrieben durch Hugo Grotius. Als bedeutende Befürworter und Kommentatoren galten in dieser Phase der Dominikaner Domingo Báñez (1528–1604), der im Gnadenstreit mit dem Jesuiten Luis de Molina (1535–1600) die thomistische Position führend vertrat, und der Dominikaner Bartolomé de Medina (* 1527, ✝ 1580). Sie verfassten richtungweisende Kommentare zu Thomas von Aquino, während sich die Jesuiten gegenüber dem Thomismus weiterhin distanziert verhielten.

### 17./18. Jahrhundert
Als bedeutendste Thomisten des 17. Jahrhunderts sind vor allem Johannes a Sancto Thoma (1589–1644) mit seinen Schriften Cursus philosophicus und Cursus theologicus sowie Jean Baptiste Gonet (1616–1681) mit seinem Clypeus theologiae thomistae contra novos eius impugnatores zu nennen. Im 17. und 18. Jahrhundert erlangte die im deutschsprachigen Raum angesiedelte Benediktineruniversität Salzburg hinsichtlich der Verbreitung des Thomismus größere Bedeutung. Verantwortlich dafür waren insbesondere die Werke von Paul Mezger (Theologia thomisitico-scholastica Salisburgensis) und Ludwig Babenstuber (1660–1726; Philosophia thomistica Salisburgensis). „Sie dokumentieren […] einen Thomismus, der den programmatischen Anschluß an die Tradition der spanischen, italienischen und zeitgenössisch-französischen Dominikanerschule, an die streng thomistische spanische Scholastik und an die Thomasrezeption der Unbeschuhten Karmeliten sucht“ und in weiterer Folge als Salzburger Thomismus bekannt wurde.

### Ab 19. Jahrhundert
Nun begannen, in der Epoche des Neuthomismus, auch die Jesuiten, sich der Lehre des Thomas von Aquin zuzuwenden. Der Neuthomismus wurde zum Kern der Neuscholastik und hatte seine ersten Ansätze in Frankreich und Belgien. Die Zuwendung zum Thomismus war in der Würdigung durch Papst Leo XIII. zu finden, der den Thomismus, wie bereits erwähnt, zur offiziellen Philosophie der Kirche eingesetzt hatte und der die Werke des Gründers in die Editio Leonina aufgenommen hatte. Mit dem Neuthomismus begann eine „Philosophie nach Immanuel Kant“, in der auch auf die frühen Werke des Aquinaten wie zum Beispiel De ente et essentia („Über das Seiende und das Wesen“) zurückgegriffen wurde.

Die moderne Hinwendung zu Thomas von Aquin als „Terminator“ (Vollender) der Theologie im amerikanischen Katholizismus des 21. Jahrhunderts, illustriert von einem KI-Bildgenerator nach Ideen von Thomas Marschler und Anian Christoph Wimmer

## Lehrinhalte des Thomismus
Den Thomismus macht eine Verbindung von Theologie und Philosophie aus, die ursprünglich in der Scholastik beheimatet ist. Einzelne Religionsphilosophen fassen die thomistischen Interessen, Methoden und Thesen als Analytischen Thomismus zusammen, zu ihnen gehören Alvin Plantinga (* 1932) und Josef Pieper (1904–1997).

### Thomistische Philosophie
Die Philosophie des Thomas von Aquin versuchte, an die Philosophie und die Lehre des Aristoteles anzuschließen und diese Elemente mit der Lehre der römisch-katholischen Lehre zu verknüpfen. In der Summa theologica legte er eine Synthese vor, mit der er eine Gesamtdeutung der Wirklichkeit zwischen Religion und Philosophie belegen wollte.
Die Werke des Aristoteles wurden im 13. Jahrhundert zu universitären Grundlagen, die von Albertus Magnus (um 1200–1280) und seinem Schüler Thomas von Aquin verbreitet wurden. Die thomistische Philosophie war einer der bekanntesten Vertreter einer Korrespondenz- oder Adäquationstheorie der Wahrheit. In den Quaestiones disputatae de veritate findet sich die Formulierung zur Wahrheit als eine „Übereinstimmung der Sache mit dem Verstand“: In der späteren Philosophie des Thomismus wird beim Seinsverständnis zwischen einem univoken und einem analogen Verständnis unterschieden.

### Philosophisch-theologische Merkmale
Das Hauptwerk des scholastischen Theologen Petrus Lombardus (um 1095/1100–1160) sind die vier Bücher „Sententiae“, die dort verfassten Sentenzen sind eine Darstellung der Kirchenväter und Kirchenlehrer zur Gesamtheit der Theologie. Sie fanden Einzug in den Thomismus und wurden später, von Capreolus, zur Kommentierung dessen genutzt. Seit dem 13. Jahrhundert gehörte sein Werk zum Standard des theologischen Studiums und wurde neben Albertus Magnus auch von Thomas von Aquin kommentiert. Als Hauptwerk des Thomas von Aquin wird die „Summa theologiae“ aus der Zeit von 1265 bis 1273 bewertet. In ihr werden die philosophisch-theologische Gotteslehre, die Moral- und Tugendlehre – auch als Kardinaltugenden bekannt – des Weiteren die Christologie und die Sakramente behandelt. Dieses analytische, mit vielen philosophischen Elementen versehene, Werk ist für den Thomismus insoweit von Bedeutung, da in ihm die Offenbarung Gottes dargelegt werden soll und durch eine natürliche Theologie nach Konsequenzen gesucht wird. Philosophisch umspannt es die Bereiche der Metaphysik, Anthropologie und Moralphilosophie. Es geht bei der Summe der Theologie nicht nur um die Beantwortung von theologischen Fragen, sondern auch um die Darlegung philosophischer Voraussetzungen und Bedingungen.

### Gottesbeweis
Im Thomismus liegt der Gottesbeweis in der Notwendigkeit zwischen Vernunft und Glaube. In ihnen wird die Auffassung vertreten, dass mit der Vernunft die Existenz Gottes einsichtig sei. Für die thomistische Lehre ist die Welt eine planvoll durchschaubare Einrichtung, durch welche die Dinge eine höhere Vollkommenheit erreichen. Der thomistische Gottesbeweis geht von einer Weltenlenkung aus (gubernatio rerum), nach dem an allerhöchsten Stelle ein Wesen steht, welches in der Lage ist Ziele vorzugeben, „und das heißen wir Gott“ sagt Thomas von Aquin.

### Ontologie des Thomas von Aquin
Die Lehre vom Sein und seinen Prinzipien – als Ontologie bezeichnet – bei Thomas von Aquin lässt sich folgendermaßen darstellen: Ein Kernelement der thomistischen Ontologie ist die Lehre von der „analogia entis“, das bedeutet, dass der Begriff des Seins nicht eindeutig, sondern analog ist. Im Großen und Ganzen nehmen diese Überlegungen zum „Sein“ im Thomismus einen kleinen Platz ein, vielmehr ist sie eine logische Auffassung darüber, wie wir die unterschiedliche Bedeutung des Begriffs „Sein“ betrachten sollen. Eine weitere wichtige Unterscheidung ist die von Materie und Form.

## Thomismus und Inquisition
Der Dominikanerorden stellte seit der Einführung der Inquisition zu Beginn des 13. Jahrhunderts im päpstlichen Auftrag Inquisitoren zur Aufspürung und Verfolgung von Häretikern. Neben Inquisitoren aus den Reihen anderer Orden, etwa der Franziskaner, wirkten Dominikaner als Inquisitoren während des gesamten Mittelalters, vor allem in Frankreich, Italien und im Heiligen Römischen Reich. Die theoretischen Grundlagen für die Inquisition lieferte der Thomismus. Für Häretiker forderte Aquin in seiner Summa theologica die Exkommunikation und die Todesstrafe.

## Thomistische Bildungseinrichtungen (Auswahl)
Heute gibt es weltweit mehrere Bildungseinrichtungen und Institute, in denen die Methoden und Lehren des Thomas von Aquin gelehrt und wissenschaftlich erarbeitet werden. Sie werden, wenn sie in kirchlicher Hand sind, überwiegend von Dominikanern geleitet.
- Die Päpstliche Universität Heiliger Thomas von Aquin, auch Angelicum genannt, ist eine päpstliche Universität in Rom. Die Hochschule lehrt im thomasischen Sinne die Fächer Theologie, Kirchenrecht, Philosophie und Sozialwissenschaften, zu ihren bekanntesten Studenten zählte Karol Wojtyła, der spätere Papst Johannes Paul II. (1978–2005). Die Angelicum entstammt dem „Studium generale“ welches 1222 von den Dominikanern gegründet wurde und 1265 unter der Leitung von Thomas von Aquin stand.
- Die Päpstliche und Königliche Universität des heiligen Thomas von Aquin in Manila in Manila ist eine private katholische Universität. Sie wurde 1611 gegründet und zählt somit zu einer der ältesten Universitäten Asiens.[20]
- Die Päpstliche Akademie des hl. Thomas von Aquin hat ihren Sitz im Vatikan und widmet sich der Lehre und Forschung des Thomismus. Sie veranstaltet internationale Thomistenkongresse[21].
- Die Universität des Nordens Heiliger Thomas von Aquin ist eine Katholische Universität in San Miguel de Tucumán (Argentinien). Die ersten Vorlesungen in thomasianischer Philosophie begannen bereits 1949 im Kloster von Santo Domingo, während die Universität erst im Jahre 1965 gegründet wurde.
- Das Thomas von Aquin-Institut für Philosophie, Theologie und Geschichte wurde im Jahre 1991 als ein Kolleg der Katholischen Kirche in Moskau gegründet. 2006 erhielt es das Hochschulprivileg und darf staatlich anerkannte Abschlüsse verleihen.
- Das Thomas-Institut in Köln ist ein Forschungsinstitut mit dem Hauptschwerpunkt in der philosophischen Mediävistik. Das Institut wurde 1948 gegründet und ist mit dem Philosophischen Seminar der Universität zu Köln verbunden.[22]

## Zeitschriften
- Revue thomiste, revue doctrinale de théologie et de philosophie, herausgegeben von den Dominikanern in Toulouse .
- Doctor Angelicus, internationales thomistisches Jahrbuch .
- The Thomist, a Theological and Philosophical Quarterly, herausgegeben von den Dominikanerpatres der St. Josephsprovinz, USA .
- Divus Thomas. Diese italienische Ausgabe Zeitschrift (Bologna) war die erste der Welt, die sich ausschließlich dem hl. Thomas widmete .
- Ciencia Tomista, spanische Ausgabe (Salamanca) einer thomistischen Schrift .